# Chemin Serebrianitcheski
Le chemin Serebrianitcheski (Сере́брянический переу́лок) est une rue du centre historique de Moscou.

## Situation et accès
Le chemin (ou ruelle) Serebrianitcheski, situé dans le raïon de la Taganka, commence à la rue de la Iaouza (rue Iaouzkaïa) et la place de la Porte de la Iouza, continue vers l'est parallèlement à la berge Serebrianitcheskaïa; du côté gauche, il croise le chemin Bolchoï Nikolovorobinski, puis il continue comme chemin Tessinski, et le chemin Serebrianitcheski tourne vers le sud au carrefour vers la Iaouza et sort sur la berge, jusqu'au pont piétonnier Tessinski.

## Origine du nom
Son nom actuel provient de la sloboda d'État du XVIIe siècle des Vieux Argentiers (Starye Serebrianiki), dans laquelle vivaient les maîtres orfèvres argentiers de la cour d'argent qui fabriquaient de l'argenterie pour la cour, des rizas d'argent pour les icônes, des croix pectorales, des bijoux en argent, boucles d'oreille, bagues, etc.

## Historique

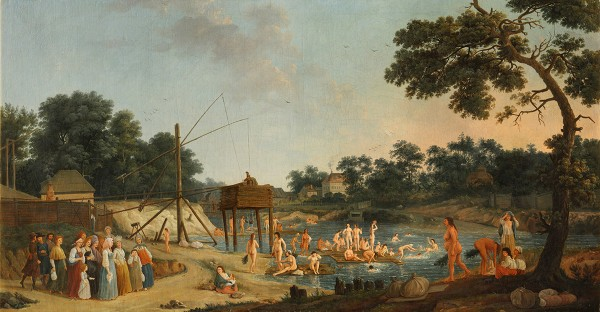
Vue des bains Serebrianitcheskie à Moscou, par Gérard de la Barthe (1796).

Cette rue a été percée au XVIIIe siècle sous le nom de « rue de la Trinité », d'après l'église paroissiale du même nom (église de la Trinité des maîtres monétaires), connue depuis 1620. 
Au bout du chemin Serebrianitcheski, il y avait les bains commerciaux Serebrianitcheskie (des argentiers), fameux grâce à un tableau du peintre paysagiste français, Gérard de la Barthe, diffusé également en gravures. Plus tard en 1900, un hospice pour pauvres - dit de la Iaouza - est construit à cet emplacement (n° 15).

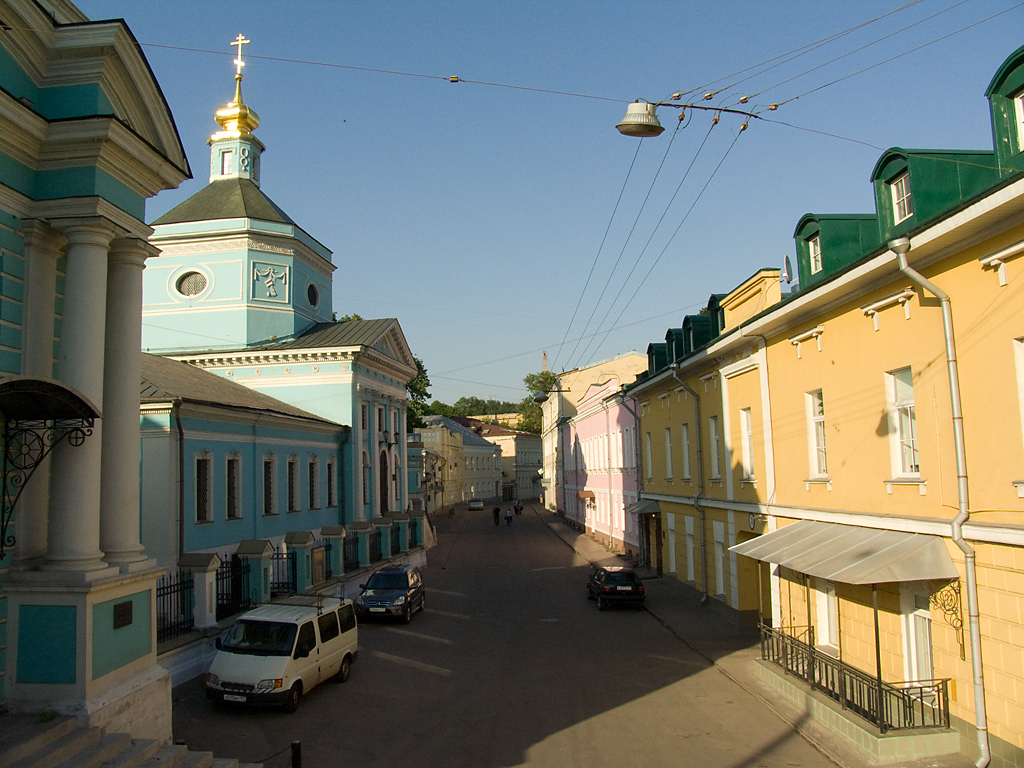
Début du chemin Serbrianitcheski (des argentiers) et l'église de la Trinité-des-Serebrianiki.

## Bâtiments remarquables et lieux de mémoire

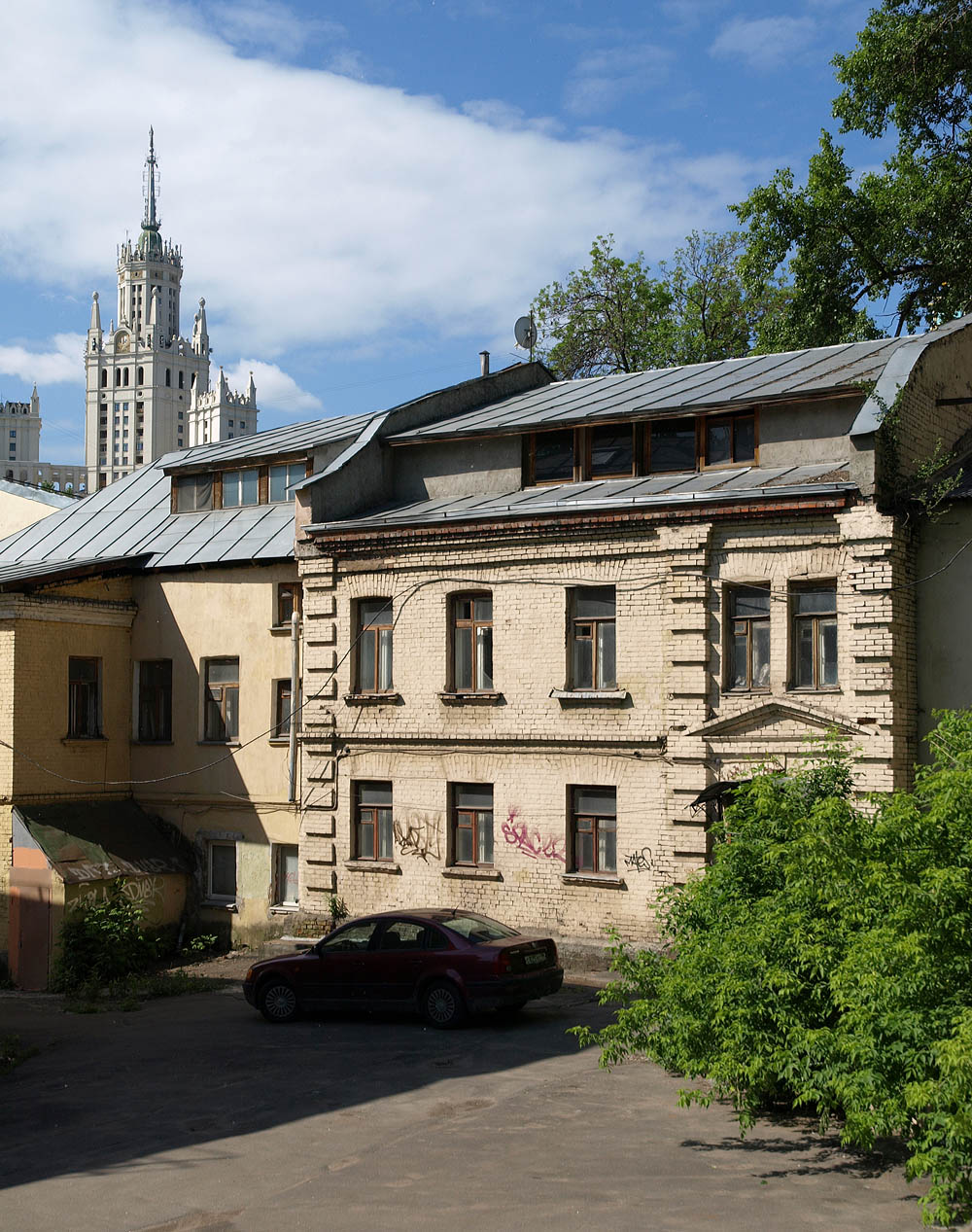
№ 3, cour arrière.

### Numéros impairs
- № 1А — église de la Trinité-des-Serebrianiki construite par Karl Blank (agrandie en 1890 par Viatcheslav Jigardlovitch);
- № 7, bât. 1 — maison de la première moitié du XIXe siècle, réaménagée en 1881, inscrite au patrimoine protégé[3];

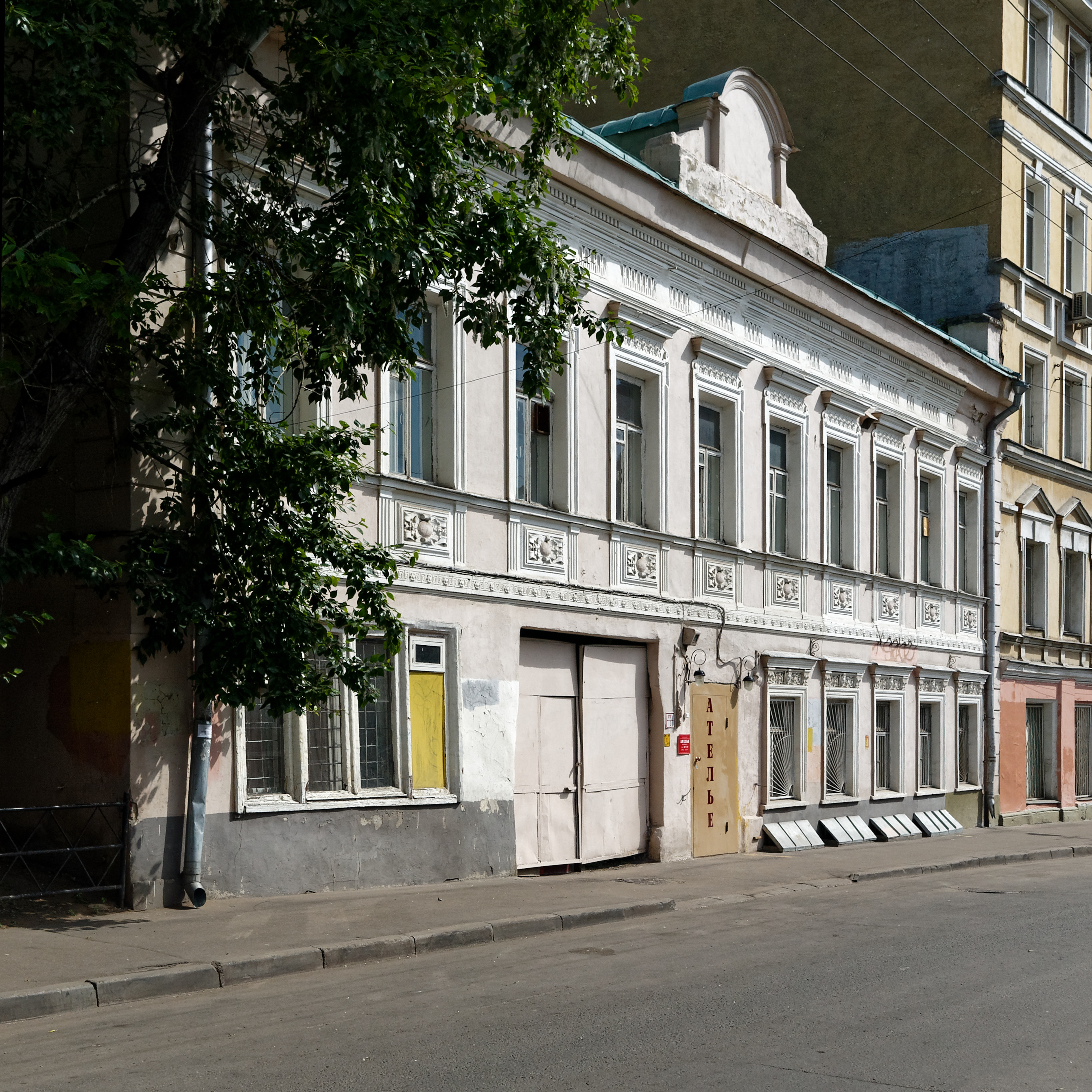
Numéro 7.

- № 9 — immeuble d'habitation construit en 1904 selon les plans de N.P. Matveïev[4]; le peintre Moor (Dmitri Stakhievitch Orlov, 1883-1946) y a habité;
- № 11/12, bât. 2 — immeuble d'habitation Schielbach construit en 1878, démoli en décembre 2021[5];
- № 15/17 — ancien hospice construit en 1900 selon les plans de Dmitri Chapochnikov, réaménagé en hôtel. Il y avait le tribunal populaire Simonovski entre les années 1970 et 1990;

### Numéros pairs
- № 2 — hôtel particulier Romanov (1836-1838), édifice au patrimoine protégé. Il est inscrit au livre rouge d'Arkhnadzor (catalogue électronique de bâtiments du patrimoine immobilier protégé se trouvant menacés)[6]. Des scènes du film Il ne faut jamais changer de lieu de rencontre («Место встречи изменить нельзя») y ont été tournées.

## Source de la traduction
- (ru) Cet article est partiellement ou en totalité issu de l’article de Wikipédia en russe intitulé « Серебрянический переулок » (voir la liste des auteurs).